# Akiko Kawase
Akiko Kawase (Tóquio, 13 de julho de 1971) é uma ex-nadadora sincronizada japonesa, medalhista olímpica.

## Carreira
Akiko Kawase representou seu país nos Jogos Olímpicos de 1996, ganhando a medalha de bronze por equipes. 